# John McPhail
John McPhail (* 27. Dezember 1923 in Glasgow, Schottland; † 6. November 2000 ebenda) war ein schottischer Fußballspieler und Journalist. In seiner aktiven Karriere als Spieler, die er ausschließlich bei Celtic Glasgow bestritt, gewann er zahlreiche Titel. Nach dem Ende seiner Spielerlaufbahn arbeitete er als Journalist.

## Karriere

### Verein
John McPhail wurde 1923 im Glasgower Stadtbezirk Lambhill geboren. Seine Fußballkarriere begann er beim FC Strathclyde für den er bis 1941 spielte. Als 17-Jähriger unterschrieb McPhail im Oktober 1941 einen Vertrag bei Celtic Glasgow. Mit Celtic gewann er in den folgenden Jahren den Coronation Cup, der zu Ehren der Krönung von Elisabeth II. ausgespielt wurde, die schottische Meisterschaft in der Spielzeit 1953/54 und 1951 und 1954 den Pokal. McPhail spielte in seiner gesamten Karriere bei Celtic und absolvierte von 1941 bis zu seinem Karriereende im Jahr 1956 335 Spiele (142 Ligaspiele) und erzielte dabei 100 Tore (54 Ligatore). Der bei Celtic zeit seines Lebens und darüber hinaus populäre McPhail erhielt durch seine Außenristpässe den Spitznamen Hooky.
Nach Beendigung seiner Karriere als Spieler arbeitete er als Journalist für den Daily Record und The Celtic View.
Er starb im Jahr 2000 im Alter von 76 Jahren in Glasgow.

### Nationalmannschaft
John McPhail spielte im Zeitraum von 1949 bis 1953 fünfmal für die schottische Nationalmannschaft und erzielte drei Tore. Er debütierte im November 1949 gegen Wales im WM-Qualifikationsspiel für die anstehende Endrunde in Brasilien und erzielte gleichzeitig ein Tor.

## Familie
Sein jüngerer Bruder Billy McPhail war auch Fußballspieler.

## Erfolge
mit Celtic Glasgow:
- Coronation Cup (1): 1953
- Schottischer Meister (1): 1954
- Schottischer Pokalsieger (2): 1951, 1954